# Línea 9 (Metro de Madrid)
La línea 9 de Metro de Madrid recorre la ciudad de norte a sureste, conectándola después con las localidades de Rivas-Vaciamadrid y Arganda del Rey. Circula entre las estaciones de Paco de Lucía y Arganda del Rey a través de 29 estaciones con andenes de 115 m, y a lo largo de 39,5 km de vía en túnel de gálibo ancho.
La línea está dividida en dos tramos independientes, conectados mediante la estación de Puerta de Arganda. El tramo sur, externo a la capital, y el más corto de los dos, es conocido como tramo TFM, por las iniciales de la empresa subsidiaria que lo explota (Transportes Ferroviarios de Madrid).
Al estar el tramo TFM ubicado en una zona tarifaria distinta a la del resto de la línea y tener una demanda diferente, se ha de realizar en Puerta de Arganda un cambio de tren a través de un andén central donde se valida un billete que permita usar el tramo TFM, de forma similar a como se hace en las estaciones de Estadio Metropolitano (línea 7) y Tres Olivos (línea 10). La línea 9 es la única del Metro de Madrid que usa trenes de la serie 6000. También es peculiar porque la operan dos empresas distintas.

## Historia

### 1980-1986: los 3 primeros tramos
El primer tramo de la línea 9 se inauguró el 31 de enero de 1980 entre las estaciones de Sainz de Baranda y Pavones, con un total de 5 estaciones y 3,5 km. Este trazado llevaba el metro por primera vez a Moratalaz y al barrio de la Estrella.
El 3 de junio de 1983 se abrió un nuevo tramo independiente del anterior entre Plaza de Castilla y Herrera Oria. Este tramo discurría bajo la avenida de Asturias (entonces inexistente) y la calle Ginzo de Limia hasta su intersección con la avenida del Cardenal Herrera Oria. Este nuevo trazado de 3 estaciones y 2,864 km da servicio al distrito de Chamartín, el barrio de La Ventilla y el Barrio del Pilar. A esta zona se la denominó línea 9B.
La línea 9B se prolonga el 30 de diciembre de 1983 hacia el sur, desde la Plaza de Castilla, hasta la Avenida de América. Este tramo comprendía unos 4,235 km en las que englobaba las estaciones de Duque de Pastrana, Pío XII, Colombia, Concha Espina, Cruz del Rayo y Avenida de América. Este tramo discurría por las calles Mateo Inurria, Avenida de Pío XII y la calle Príncipe de Vergara.
Quedaba pendiente unir estos dos tramos independientes, numerados como 9A y 9B. Así, al acabar el túnel de 3 km y las 3 nuevas estaciones (2 con enlace) entre Avenida de América y Sainz de Baranda, se abrió al público el 24 de febrero de 1986 uniendo la línea en un único trayecto.

### 1995-1999: ampliación sureste
En los planes de ampliación de dicho periodo se proyectó una ampliación al sureste de la línea para dar servicio a Vicálvaro. A esto se sumó un proyecto de ampliación de la línea más allá de la estación de ferrocarril Vicálvaro para alcanzar Campo Real, donde había intención de construir un nuevo aeropuerto. Tras decidirse la ampliación del existente en Barajas, se decidió llevar la línea a Rivas-Vaciamadrid y Arganda del Rey sin prolongarla a Campo Real aprovechando parte del antiguo Ferrocarril del Tajuña o "tren de Arganda".
El primer tramo de esta ampliación, que alcanzaba la estación de ferrocarril de Vicálvaro se completó y abrió al público el 1 de diciembre de 1998. A diferencia de otras ampliaciones del mismo periodo, en ésta no se usó catenaria rígida. Este tramo de 4,6 km y 4 estaciones da servicio al nuevo barrio de Valdebernardo, entre Moratalaz y Vicálvaro, al casco antiguo de Vicálvaro y conecta finalmente con la estación de Cercanías Renfe.
El segundo tramo, de 18 km y 4 estaciones, se abrió al público el 7 de abril de 1999. Sus características se ajustan más a una línea de ferrocarril suburbano o de cercanías que a una de ferrocarril metropolitano, las estaciones están más separadas entre sí de lo habitual, la mayor parte del tramo discurre en superficie y todas las estaciones constan de un aparcamiento disuasorio al tener un área de influencia mayor al habitual. Buena parte del trazado aprovecha la antigua plataforma del Ferrocarril del Tajuña. En este tramo están soterradas dos estaciones con andén central y elevadas las otras dos con andenes laterales. Para explotar la línea al principio, invertían la marcha en Puerta de Arganda 3 de cada 4 trenes, pero a la vista de la demanda se decidió separar completamente la explotación en 2001 cambiando de tren en Puerta de Arganda.

### 2003-2007: Rivas Futura
De acuerdo con el plan de ampliación 2003-2007 del Metro de Madrid, se comenzó la primera fase del cubrimiento de vías del metro en Rivas y la construcción y apertura de la estación de Rivas Futura, situada entre Rivas-Urbanizaciones y Rivas-Vaciamadrid, y financiada en parte por el grupo inmobiliario Avantis, como parte del nuevo barrio del mismo nombre promovido por esta empresa en Rivas-Vaciamadrid. Esta apertura comenzó sus obras en 2007, y abrió al público el 11 de julio de 2008.
La estación contó para su construcción con un presupuesto de 10 millones de euros, una parcela de 4000 m2 de superficie cedida por el Ayuntamiento, en la que también se construyeron zonas comerciales y verdes y un aparcamiento disuasorio con 450 plazas.

### 2007-2015: Mirasierra y Paco de Lucía
En el plan de ampliación 2007-11 se aprobó la ampliación norte de la línea 9 por el barrio de Mirasierra con dos nuevas paradas. Cada una de estas paradas se construyó en diferentes legislaturas. En la legislatura 2007-11 se abrió al público la estación de Mirasierra, el 28 de marzo de 2011, dando servicio a 50 000 vecinos y siendo cabecera de línea hasta la apertura de la estación, Paco de Lucía, inaugurada el 25 de marzo de 2015, en la legislatura 2011-15. En un principio, esta última estación se llamaría Costa Brava (debido a que se sitúa en la calle homónima), pero, la muerte del guitarrista flamenco Paco de Lucía el 25 de febrero de 2014 y ya que él vivía en dicho barrio, se le concedió el nombre a dicha estación, en homenaje póstumo. Desde su inauguración, la estación de Cercanías estuvo de obras para conectarlo de enlace de la estación de Paco de Lucía con dicha red, abierta ya el 5 de febrero de 2018.

### 2018-2021: obras de mantenimiento y refuerzo
Entre el 30 de junio y el 2 de septiembre de 2018, el tramo Avenida de América - Arganda del Rey cerró en 5 fases para realizar obras de mantenimiento y desamiantado.
El tramo entre las estaciones de La Poveda y Arganda del Rey estuvo cerrado entre el 31 de marzo y el 5 de abril de 2020 para reparar daños causados por las intensas lluvias del verano anterior. Sin embargo, las obras permanecieron suspendidas por tres semanas hasta que reabrió el 29 de abril por la pandemia del COVID-19. Existió un servicio gratuito de autobús entre ambas estaciones.
Entre el 1 y el 31 de agosto de 2021, permaneció cerrado el tramo Plaza de Castilla-Colombia por obras. Se estableció un Servicio Especial de autobús gratuito entre ambas estaciones. Simultáneamente, entre el 9 de julio y el 22 de septiembre del mismo año, permaneció cerrado el tramo La Poveda-Arganda del Rey por obras. También se estableció un Servicio Especial de autobús gratuito entre ambas estaciones.

### 2023: cambio tarifario en Rivas y obras de reforma
Desde el 15 de marzo de 2023, la estación de Rivas-Vaciamadrid pasó de la zona B2 a la zona B1 por orden del CRTM.
El tramo Príncipe de Vergara-Colombia permaneció cerrado desde el 5 de agosto hasta el 6 de septiembre de 2023 por obras de reforma, uniéndose a las obras acometidas en la línea 1 entre Sol y Valdecarros, desde el 24 de junio hasta finales de octubre. Se estableció un Servicio Especial de autobús sin coste adicional, con recorrido entre ambas estaciones. El servicio en las demás líneas de las estaciones de Núñez de Balboa y Avenida de América no se vieron afectadas.

## Recorrido

Recorrido de la línea.

La línea nace en pleno corazón del distrito de Fuencarral-El Pardo, de donde se dirige al sur siguiendo las ejes Ginzo de Limia, Avenida de Asturias, Mateo Inurria, Caídos de la División Azul, Pío XII, Príncipe de Vergara y Menéndez Pelayo. A la altura de la calle Ibiza abandona el eje y se dirige hacia los distritos de Moratalaz y Vicálvaro, continuando más allá hacia las ciudades de Rivas-Vaciamadrid y Arganda del Rey, si bien los viajeros deben transbordar en la última estación de Madrid, Puerta de Arganda. Conecta con:
- Línea 1 en la estación Plaza de Castilla.
- Línea 2 en la estación Príncipe de Vergara.
- Línea 4 en la estación Avenida de América.
- Línea 5 en la estación Núñez de Balboa.
- Línea 6 en las estaciones Avenida de América y Sainz de Baranda.
- Línea 7 en la estación Avenida de América.
- Línea 8 en la estación Colombia.
- Línea 10 en la estación Plaza de Castilla.
- Cercanías Renfe Madrid en las estaciones Puerta de Arganda y  Paco de Lucía.
- Autobuses interurbanos del corredor 1 y 7 en la estación de Plaza de Castilla, del corredor 2 en Avenida de América, Vicálvaro y San Cipriano y del corredor 3 en todas las estaciones entre Rivas-Urbanizaciones y Arganda del Rey.

## Estaciones
| Estación             | Acc. | Enlaces | Apertura                | Distrito/Municipio  | Esquema de vías | Notas                                   |
| -------------------- | ---- | ------- | ----------------------- | ------------------- | --------------- | --------------------------------------- |
| Paco de Lucía        |      |         | 25 de marzo de 2015     | Fuencarral-El Pardo |                 |                                         |
| Mirasierra           |      |         | 28 de marzo de 2011     | Fuencarral-El Pardo |                 |                                         |
| Herrera Oria         |      |         | 3 de junio de 1983      | Fuencarral-El Pardo |                 |                                         |
| Barrio del Pilar     |      |         | 3 de junio de 1983      | Fuencarral-El Pardo |                 |                                         |
| Ventilla             |      |         | 3 de junio de 1983      | Tetuán              |                 |                                         |
| Plaza de Castilla    |      |         | 3 de junio de 1983      | Chamartín           |                 |                                         |
| Duque de Pastrana    |      |         | 30 de diciembre de 1983 | Chamartín           |                 |                                         |
| Pío XII              |      |         | 30 de diciembre de 1983 | Chamartín           |                 |                                         |
| Colombia             |      |         | 30 de diciembre de 1983 | Chamartín           |                 |                                         |
| Concha Espina        |      |         | 30 de diciembre de 1983 | Chamartín           |                 |                                         |
| Cruz del Rayo        |      |         | 30 de diciembre de 1983 | Chamartín           |                 |                                         |
| Avenida de América   |      |         | 30 de diciembre de 1983 | Chamartín           |                 |                                         |
| Núñez de Balboa      |      |         | 24 de febrero de 1986   | Salamanca           |                 |                                         |
| Príncipe de Vergara  |      |         | 24 de febrero de 1986   | Salamanca           |                 | Anteriormente, General Mola (1939-1983) |
| Ibiza                |      |         | 24 de febrero de 1986   | Retiro              |                 |                                         |
| Sainz de Baranda     |      |         | 31 de enero de 1980     | Retiro              |                 |                                         |
| Estrella             |      |         | 31 de enero de 1980     | Retiro              |                 |                                         |
| Vinateros            |      |         | 31 de enero de 1980     | Moratalaz           |                 |                                         |
| Artilleros           |      |         | 31 de enero de 1980     | Moratalaz           |                 |                                         |
| Pavones              |      |         | 31 de enero de 1980     | Moratalaz           |                 |                                         |
| Valdebernardo        |      |         | 1 de diciembre de 1998  | Vicálvaro           |                 |                                         |
| Vicálvaro            |      |         | 1 de diciembre de 1998  | Vicálvaro           |                 |                                         |
| San Cipriano         |      |         | 1 de diciembre de 1998  | Vicálvaro           |                 |                                         |
| Puerta de Arganda    |      |         | 1 de diciembre de 1998  | Vicálvaro           |                 | Cambio de tren                          |
| Rivas-Urbanizaciones |      |         | 7 de abril de 1999      | Rivas-Vaciamadrid   |                 |                                         |
| Rivas-Futura         |      |         | 11 de julio de 2008     | Rivas-Vaciamadrid   |                 |                                         |
| Rivas-Vaciamadrid    |      |         | 7 de abril de 1999      | Rivas-Vaciamadrid   |                 |                                         |
| La Poveda            |      |         | 7 de abril de 1999      | Arganda del Rey     |                 |                                         |
| Arganda del Rey      |      |         | 7 de abril de 1999      | Arganda del Rey     |                 |                                         |

## Particularidades de la línea
- Esta línea fue la primera de metro en implantar el agente único en el tramo de Herrera Oria y Avenida de América en 1984.[8]
- Hasta el 1 de enero de 2019, el tramo explotado por TFM cerraba antes que el resto de la línea (de domingo a jueves de 6 a 23h, y viernes y sábado de 6 a 0h). Desde esa fecha el tramo cierra a la 1:30 al igual que el resto de la red.[9]
- El tramo explotado por TFM tiene una frecuencia menor que el otro tramo.
- La estación de Puerta de Arganda está a la vez en dos ámbitos tarifarios, son válidos tanto los billetes de MetroMadrid como los de TFM para llegar a ella.
- En su tramo urbano es la línea que circula a mayor profundidad en su conjunto, si bien sus estaciones no son las más profundas del Metro de Madrid, y es la línea que más km recorre en superficie por su tramo interurbano TFM.
- Ha sido la línea piloto de gálibo ancho para probar los diferentes modelos de tren que se incorporaron al parque móvil entre 1990 y 2000, sobre todo la 4.ª subserie de la serie 5000, las unidades bitensión de la serie 9000 y las unidades bitensión de la serie 8000.
- El suelo de los andenes de las estaciones del tramo entre Pavones y Herrera Oria está decorado con motivos que hacen alusión al nombre de las estaciones. Sin embargo, debido a las recientes reformas en la primera estación la decoración fue retirada.
- Es la única línea de Metro de Madrid en tener todas las zonas tarifarias de la red (salvo la B2, que perduró desde 1999 hasta 2023 en la estación de Rivas Vaciamadrid), así como la única línea con la mayoría de estaciones subterráneas sin tener todavía reemplazada su catenaria tranviaria por rígida.

## Futuro
La línea se considera completa y no tiene previsto extenderse por ninguno de sus dos extremos. Sin embargo, hay varios proyectos en el tramo 9b. En concreto, están previstas tres nuevas estaciones intermedias entre Puerta de Arganda y Rivas-Urbanizaciones (dos en Madrid y una en Rivas), así como un cambio en la explotación que finalice con la partición de la línea en Puerta de Arganda:

### Nueva estación en el polígono industrial de La Dehesa
En octubre de 2023 se hizo público el plan de transporte público para el sureste diseñado para la Comunidad de Madrid. El proyecto propuesto por la consultora especializada incluye una estación subterránea en el polígono industrial de La Dehesa, "aproximadamente en la confluencia de las calles Rivas y Calderón de la Barca". Sin embargo, esta estación ha sido descartada por la Comunidad de Madrid.

### Nueva estación en los desarrollos de Los Berrocales y Los Ahijones
El 4 de octubre de 2022 la presidenta de la Comunidad de Madrid, Isabel Díaz Ayuso, anunció el proyecto constructivo de una nueva estación, situada en superficie entre las de Puerta de Arganda y Rivas-Urbanizaciones, para dar servicio a los futuros desarrollos de Los Ahijones y Los Berrocales. Según este anuncio, la estación entraría en servicio en 2029.
En enero de 2024 se abrió a licitación la redacción del proyecto constructivo, que se espera concluya en octubre de 2025, si bien el contrato quedó desierto. La Comunidad de Madrid lo volvió a lanzar, pero se encuentra recurrido por el ayuntamiento de Rivas-Vaciamadrid, ya que la redacción indica que se debería permitir trasladar el transbordo actual de Puerta de Arganda a la nueva estación, lo que implicaría un doble transbordo para los vecinos de Rivas y Arganda que quisieran ir a Madrid usando la combinación de metro y Cercanías (30% de los viajeros).

### Fin de concesión de TFM y cambio de explotación de la línea
Debido a las protestas de Rivas y Arganda sobre el doble transbordo, la Comunidad de Madrid asunción que, en 2029, se espera que la línea pueda circular de extremo a extremo sin realizar transbordo en la estación de Puerta de Arganda. Esto se deberá a la finalización de la concesión por parte de TFM, pasando Metro de Madrid, S.A. a explotar la línea completa. No serían necesarias obras en las vías ya que se trata de un transbordo artificial diseñado para reducir la frecuencia de trenes entre las dos partes de la línea, pero las vías son continuas al llegar al transbordo. Además, será posible la circulación con trenes de 6 coches aumentando así la capacidad de la línea.
La finalización de la concesión a TFM y el transbordo en Puerta de Arganda ha sido largamente demandada por los vecinos de Rivas y Arganda, ya que el tramo presenta múltiples incidencias en el servicio, problemas de capacidad por el uso de trenes más cortos, y el transbordo penaliza los tiempos de viaje.

### Cubrimiento de vías y nueva estación en Rivas-Vaciamadrid
En junio de 2024, la Comunidad de Madrid dio el visto bueno ambiental al proyecto de cubrimiento de las vías a su paso por el centro de Rivas-Vaciamadrid. En este tramo, las vías de metro circulan en zanja por lo que no sería necesario excavar con tuneladora. Este proyecto, además, contempla la creación de un parque lineal llamado "Horizonte" sobre estas vías, y la creación de una nueva estación (la cuarta) en el municipio, a la altura de la calle José Saramago, para la cual está ya reservada una parcela. Esta estación se situará entre las estaciones de Rivas-Urbanizaciones y Rivas Futura.